# مارت كيلر
مارت كيلر (28 يناير 1945- ) ممثلة سويسرية متنوعة الأدوار، من مواليد مدينة بازل.

## حياتها
أول أعمالها السينمائية كان فيلم جنازة في برلين (Funeral in Berlin) عام 1966، ثم أتبعته بالفيلم الألماني الراكب الطائش (Wild Rider Ltd)، بعدها شاركت في سلسلة من الأفلام الفرنسية منها خاسر (A loser) في 1972 وحق الأكثر جنوناً (The Right of the Maddest) في (1973)، بيدَ أن شهرتها على المستوى العالمي بدأت بدورها في فيلم رجل المارثون (Marathon Man) في 1976، وفيلم بوبي ديرفيلد (Bobby Deerfield) مع الممثل الأمريكي آل باتشينو.

## أفلامها
| السنة | عنوان الفيلم                                   | دورها في الفيلم                       | المخرج                               |
| ----- | ---------------------------------------------- | ------------------------------------- | ------------------------------------ |
| 1966  | جنازة في برلين (Funeral in Berlin)             | دور صغير (Uncredited)                 | غاي هاملتون (Guy Hamilton)           |
| 1972  | الخادمة العجوز (The Old Maid)                  | فيكا (Vicka)                          | جان بيير بلان (Jean-Pierre Blanc)    |
| 1974  | والآن حبي (And Now My Love)                    | سارة (Sarah)                          | كلود ليلوتش (Claude Lelouch)         |
| 1975  | أسفل الدرج القديم (Down the Ancient Staircase) | بيانكا (Bianca)                       | مورو بولونيني (Mauro Bolognini)      |
| 1976  | رجل الماراثون (Marathon Man)                   | إيلزا أوبل (Elsa Opel)                | جون شليزنجر (John Schlesinger)       |
| 1977  | الأحد الأسود (Black Sunday)                    | داليا إياد (Dahlia Iyad)              | جون فرايكنهايمر (John Frankenheimer) |
| 1977  | بوبي ديرفيلد (Bobby Deerfield)                 | ليليان (Lillian)                      | سيدني بولاك (Sydney Pollack)         |
| 1978  | فيدورا (Fedora)                                | فيدورا (Fedora)                       | بيلي وايلدر (Billy Wilder)           |
| 1980  | الصيغة (The Formula)                           | ليزا سبانغلر (Lisa Spangler)          | جون جي. أفيلدزن (John G. Avildsen)   |
| 1981  | الهاوي (The Amateur)                           | إليزابيث (Elisabeth)                  | تشارلز جاروت (Charles Jarrott)       |
| 1985  | القبلة الحمراء (Red Kiss)                      | برونكا (Bronka)                       | فيرا بلمونت (Véra Belmont)           |
| 1987  | عيون الظلام (Dark Eyes)                        | تينا (Tina)                           | نيكيتا ميخالكوف (Nikita Mikhalkov)   |
| 1994  | صديقي ماكس (My Friend Max)                     | كاثرين مرسييه (Catherine Mercier)     | ميشيل برولت (Michel Brault)          |
| 1996  | سوستين بيريرا (Sostiene Pereira)               | السيدة دلغادو (Mrs. Delgado)          | روبرتو فينزا (Roberto Faenza)        |
| 1998  | مدرسة اللحم (The School of Flesh)              | السيدة ثورب (Misses Thorpe)           | بونوا جاكو (Benoît Jacquot)          |
| 2002  | زمان الذئب (Time of the Wolf)                  | ريبيكا ماكجريجور (Rebecca McGregor)   | رود بردي (Rod Pridy)                 |
| 2007  | الشرنقة (Chrysalis)                            | البروفيسورة بروغين (Professor Brügen) | جوليان كليرك (Julien Leclercq)       |
| 2010  | الآخرة (Hereafter)                             | الطبيبة السويسرية (The Swiss doctor)  | كلينت إيستوود (Clint Eastwood)       |
| 2011  | العمالقة (The Giants)                          | روزا (Rosa)                           | بولي لانرز (Bouli Lanners)           |

## روابط خارجية
- مارت كيلر على موقع IMDb (الإنجليزية)
- مارت كيلر على موقع روتن توميتوز (الإنجليزية)
- مارت كيلر على موقع مونزينجر (الألمانية)
- مارت كيلر على موقع ألو سيني (الفرنسية)
- مارت كيلر على موقع ميوزك برينز (الإنجليزية)
- مارت كيلر على موقع أول موفي (الإنجليزية)
- مارت كيلر على موقع قاعدة بيانات برودواي على الإنترنت (الإنجليزية)
- مارت كيلر على موقع قاعدة بيانات الأفلام السويدية (السويدية)
- مارت كيلر على موقع إن إن دي بي (الإنجليزية)
- مارت كيلر على موقع ديسكوغز (الإنجليزية)